# Терористични актове в България (1984 – 1987)
Терористичните актове в средата на 80-те години на XX век са поредица от терористични действия в България, повечето от тях с политически мотиви като реакция срещу провеждания от тоталитарния комунистически режим т. нар. Възродителен процес. Необичайното за предходните десетилетия повишаване на терористичната активност предизвиква реорганизация на политическата полиция, като в Шесто управление на „Държавна сигурност“ е създадено специално направление „Терор“.
В периода 1984 – 1987 г. в България са разкрити 42 нелегални протурски групи; извършени са терористични актове и саботажни акции. Някои от членовете на тези групи са осъдени за противодържавна дейност, планиране или извършване на тероризъм – атентати, саботажи и диверсии, контакти с турски задгранични функционери в България. Според следствието на Държавна сигурност само 1 група, разкрита с делото за оперативна разработка „Мерзавците“, извършва многобройни убийства с атентати. По нейната тактика – 2 терористични атаки с по 2 едновременни атентата в различни точки на страната и вълна саботажи между тях, нейните актове могат да се определят като терористично настъпление.
Всички посочени терористични актове и саботажи, с изключение на взривената църква в с. Бенковски, хвърлените гранати пред хотел „Интернационал“ в курорта „Златни пясъци“, палежите на групата на „Кърлежите“ и саботажите на „Хлебаровската“ диверсионна група, са извършени само от групата, разкрита със споменатата оперативна разработка. Това сочат документите на Главното следствено управление.[източник? (Поискан днес)]
Съществува недоказана версия, според която самата „Държавна сигурност“ / МВР организира и извършва атентатите, за да оправдае т. нар. Възродителен процес – на преименуване и репресии над българските турци. Към момента на извършването и разследването на нападенията за тях няма абсолютно никаква официална информация. Данните, както са водени от „Държавна сигурност“, са публикувани едва след падането на комунистическия режим на БКП.

## Оперативна разработка „Мерзавците“

### Атентати във Варна и Пловдив (30 август 1984)
На 30 август 1984 година, в навечерието на кръгла годишнина от Деветосептемврийския преврат, са извършени два бомбени атентата, които според разследването на Държавна сигурност са организирани от една и съща организация на български турци – взрив на паркинга на Летище „Варна“ ранява две жени, а при друг в чакалнята на Централна гара „Пловдив“ е убита жена и други 42 души са ранени.
На мястото на взрива на гарата в Пловдив е поставена скромна възпоменателна плоча.

### Атентати в Буново, Сливен и Варна (9 март 1985)
В 21:32 часа на 9 март 1985 година малко преди тунела при гара Буново е взривен вагон за майки с деца (вагон № 5) на бърз влак № 326 Бургас – София. Планирано е бомбата да причини максимални поражения, като избухне в тунела Гълъбец (дълъг 3200 метра), но влакът закъснява с 2 минути и взривът настъпва на гарата. При Атентата на гара Буново загиват 7 души (две деца, жена и трима мъже), тежко ранени са 9 души (включително 2 деца).
Убитите са Георги Цветков (на 12 г.), Стефан Атанасов (13), Райна Бозукова (64), Николай Генков (63), Стилян Иванов (60), Емил Николов (40) и Яворка Петрова (38). Тежко ранени са Мирияна Петрова (14), Бонка Найденова (15), Христо Бенков (60), Верка Ганкова (54), Василка Найденова (45), Марин Недялков (44), Василка Недялкова (40), Метка Василева (38) и Венета Цанова (35).
След 30 минути, в 22:00 ч., в Сливен е взривена бомба във фоайето на хотел „Сливен“ – централния многоетажен хотел в града. Взривното устройство е скрито в гардероба на сладкарницата, известна като „Епруветката“. Стените на гардероба намаляват ударната вълна. Ранените са 23 души. Разрушен е таванът на залата.
На същия ден е разкрит и неуспешен опит за атентат на плажа на комплекс „Дружба“ край Варна.

### Разследване
Терористите по делото за оперативна разработка „Мерзавците“ са разкрити през 1987 г. от оглавяваното от ген.-майор Сава Джендов Шесто управление на Държавна сигурност, направление „Т“ (терор). Следствието е ръководено пряко от майор Георги Сотиров.
На 13 август 1987 г. са арестувани 2-ма от терористите, а на 19 август същата година е задържан 3-тият от групата. Задържан е и техен помагач, осигурил отровата, излята във вододайната зона, брат на единия терорист. Арестувани са също 3 съпричастни към разследването.
През 1987 г. е арестуван и Ахмед Доган, който лежи в килия за осъдени на смърт. Дали е вярно, че това е свързано с разследванията по атентатите и той е осъден за атентата, както се твърди в някои сайтове, няма безспорни данни.
На 25 април 1988 г. 3-ма терористи са осъдени на смърт. След няколко месеца присъдата е потвърдена от Държавния съвет на НРБ и те са екзекутирани. Помагачът им е осъден на 6 години затвор, лежи 2 години, амнистиран е от президентската администрация в мандата на Желю Желев и е освободен през 1990 г., като получава 50 000 лева обезщетение от държавата. От осъдените за съпричастност 1 получава 2 години затвор, а 2-ма – по 1 година лишаване от свобода.

## Други терористични актове и саботажи
- На 6 април 1984 година при взрив в пощенска станция в Горна Оряховица загиват трима души, а десет са ранени. Извършителите и мотивите им не са установени.[4]
- Протурската терористична група „Кърлежите“ запалва горски масиви и обществени сгради.[източник? (Поискан днес)]
- На 22 май 1984 г. „протурски“ терористи взривяват с 4,5 килограма тротил църквата в село Бенковски.
- На 11 юни 1984 година е взривена железопътната линия Върбаново – Габрово, след което са отправени заплахи за взривяване на близкия язовир „Христо Смирненски“ с искане за откуп от 120 хиляди лева. Извършителят скоро е заловен и няма политически мотиви.[4]
- През есента на 1984 г. е регистриран провален саботаж, целящ влакова катастрофа край гара Айтос.[източник? (Поискан днес)]
- През 1985 г. избухва взрив в супермаркет в Бургас. Заподозрян като негов извършител е член на терористичната група, взривила вагона за майки с деца при Буново, но вината му не е доказана.
- През 1985 г. в Разградски окръг „Хлебаровската“ диверсионна група взривява електропроводи и унищожава селскостопанска техника.
- През юни 1985 г. е извършен атентат със самоделно взривно устройство с часовников механизъм, взривено до спортна площадка.
- На 26 декември 1986 г. са хвърлени отрови в шахтата на резервоара за питейна вода на с. Люляково (дн. Област Кърджали) и са разхвърляни листовки с „протурско съдържание“. Като отрова е ползван токсичен препарат за растителна защита.
- В края на 1986 г. е опожарена балирана слама в района на Провадия.
- На 7 юли 1987 г. 2 деца – Дарин Христов (на 12 г.) и Николай Петков (15) от Добрич са отвлечени със синя кола марка „Лада“ със силистренски регистрация от 3 протурски терористи, за да ги ползват като жив щит в осигуряването на коридор за бягството им в Турция. Терористите са български турци: ветеринарният лекар Никола Николов (48) от Дуловското село Чернолик, синът му Орлин (21) и Невен Асенов (24) от село Боил, Силистренско Те са въоръжени с 12 осколочни бойни гранати придобити от военно поделение където Орлин служи, успяват да взривяват 3 от тях пред хотел „Интернационал“ в курорта Златни пясъци и раняват 3 души – 2 чужди летовници и българин. Те се оттеглят в осигурения им коридор към турската граница. При устроената в Странджа засада на един завой край село Изгрев до Мичурин частите за борба с тероризма преграждат шосето с бронетранспортьор. Над тях виси хеликоптер. Похитителите са блокирани и се взривяват в колата, в която са те и взетите за заложници деца. Децата са ранени, едното – тежко и остава инвалид, 2 терористи са убити от взрива, а третият по-късно е осъден на смърт и разстрелян.[5]

## Неуспешни опити
- През пролетта на 1983 г. е създадена група от 3 терористи и помагач. Предишните им изяви са изпращането на 4 шантажиращи писма до държавния глава Тодор Живков, министъра на вътрешните работи ген.-полк. Димитър Стоянов и държавни органи и институции (14.06.1976 – 31.05.1983). До ликвидирането на групата на 13 август 1987 г. тя продължава тази практика, като я разширява, включвайки Главното мюфтийство и джамийски настоятелства.
- На 6 септември 1983 г. са опожарени 750 декара гора при яз. „Камчия“. Разхвърляни са пропагандни листовки. През същата есен е направен и неуспешен опит за саботаж, който да доведе до тежка транспортна авария, чрез предизвикано късо съединение на контактната мрежа на гара Карнобат, за да се стигне до влакова катастрофа. На 1 януари 1984 г. в заплашително писмо до вътрешния министър Димитър Стоянов е поета отговорността за опита за саботаж и извършеното опожаряване на земеделски земи.
- На 3 март 1984 г. на Автогара „Юг“ в Пловдив е изоставен куфар с устройство за дерайлиране на влакове (т.н. „обувка“).
- През лятото на 1985 г. има нов опит за саботаж с късо съединение в контактната мрежа край гара Карнобат.
- На 31 юли 1986 г. в курорта „Дружба“ (днес Св. Константин) e заложено мощно взривно устройство с електрически взривател с часовник „Слава“, настроен за 15:30 ч. Той съдържа около 3 килограма експлозив – 5 шашки амонит и скаленит, 2,5 килограма амониева селитра, поставен в 5-литров съд за мляко, увит в хартия, найлон и поставен в плетена мрежа. Случайно е открит от плажните спасители по сигнал от летовник за забравен багаж. Експлозивът е пренесен на безопасно място и обезвреден от МВР.
- Август 1987 г. – до 10 август са осигурени взривни вещества, часовников механизъм и всичко необходимо за 3-то терористично нападение с цел в курорта Слънчев бряг. Планираната дата на атентата е 15 август, но терористите са разкрити и арестувани 2 дни по-рано и нападението е предотвратено.

## Изводи и последствия
Координирана терористична атака с взривове на важни публични транспортни обекти едновременно в отдалечени едни от друг големи градове надхвърля обикновения атентат. Тактиката на терористично настъпление с последователни атаки е нетипична дотогава. Ударите са планирани като мощни „слепи“ атентати, т.е. нямат конкретна мишена, а целят граждански жертви, максимални разрушения и психическо въздействие върху обществото.
Атентатите предизвикват ескалацията на кампанията за насилствена промяна на арабско-турските имена, чийто период се определя от 24 декември 1984 г. до 19 януари 1985 г.
Следствено дело № 72/IV.1987 и оперативните дела „Мерзавци“ и „Двуличник 87“, както и личните досиета, работни дела на терористите-сътрудници в Държавна сигурност, не са разсекретени. Съществуват съмнения, неопровергани и до днес, че осъдените на смърт всъщност са били разменени с Турция. Единият терорист е работел и за турските служби под псевдонимите Абдула, Дениз и Моряка. Другият също има връзки с тях, чрез разузнавача Кадир Сойлу от консулството на Турция в Бургас.
В доклад на ген.-полк. Григор Шопов, заместник-министър на вътрешните работи, изнесен на Съвещанието на службите по сигурността от братските социалистически страни, състояло се от 21 до 27 ноември 1987 г. във Варна с участието на първия заместник-председател на КГБ на СССР арм. ген. Ф. Д. Бобков., се посочва, че „... създадените нелегални групи и организации са установили чрез временно пребиваващи чужденци, служители на посолството или консулствата, връзки с изселнически организации и чрез тях – с МИТ“ (Националната служба за разузнаване и контраразузнаване на Турция).
Освободеният предсрочно помагач издига чешма, посветена на брат му и другите терористи, и поставя паметна плоча за тях с текст на турски език. Организационно този помагач израства до областен координатор за Бургас на ДПС, чийто лидер е доказан сътрудник поне на Държавна сигурност (има съмнения, че Доган сътрудничи на повече от 1 разузнаване). Плочата е премахната след 6 години по заповед на Бургаския окръжен прокурор Емил Христов, възстановена самолично 1 година по-късно, разбита с кирки след 8 години от младежи и окончателно, заедно с чешмата, всичко е съборено и теренът е подравнен по заповед на Дирекцията за национален строителен контрол след решение на Върховния административен съд през 2009 г.
През 5-те години на кампанията по преименуването на българските турци жертвите (загиналите) са 29 души – жена при атентата на гара Пловдив от 30 август 1984 г., 8 протестиращи (включително бебе) в периода на кампанията от 24 декември 1984 г. до 19 януари 1985 г., 7 души (включително 2 деца) при атентата на гара Буново, 3 осъдени на смърт през ноември 1988 г. и разстреляни, 9 протестиращи и войник в периода 19 – 27 май 1989 г.